# تنگیلتی
تنگیلتی (به لاتین: Təngəaltı) یک منطقهٔ مسکونی در جمهوری آذربایجان است که در شهرستان قوبا واقع شده‌است.

## جمعیت
تنگیلتی ۶۰۷ نفر جمعیت دارد.

## ریشه واژه
تنگه در زبان تاتی قفقاز به‌معنی دره و آلتی به‌معنی پایین است و معنای کامل آن دره پایینی است.

## دین
در مسجد جامع این روستا به‌نام سیدلر یک هیئت مذهبی وجود دارد.